# Contrafforte Pliocenico
Als Contrafforte Pliocenico (wörtlich: Strebepfeiler aus dem Pliozän) wird eine Felsformation aus Sandstein bezeichnet, die sich in der Metropolitanstadt Bologna befindet.
Die Formation bildet gleichsam natürliche Festungen in den Tälern von Setta, Reno, Savena, Zena und Idice und befindet sich auf dem Gebiet der Gemeinden Monzuno, Pianoro und Sasso Marconi (Gebiet der Comunità Montana Cinque Valli Bolognesi).
Die Gesteinsformation ist ein Teil des ehemaligen Meeresbodens aus dem Pliozän und damit zwei bis sieben Millionen Jahre alt. Die Kräfte der Orogenese haben die Sedimente einer damaligen Bucht nach oben aufgehoben.
Das Gestein besteht in den höchsten Berggipfeln (z. B. Monte Adone – 655 m, Monte delle Formiche, Sasso della Glossina) aus grobem Sandstein, während die tieferen Schichten aus Weichton bestehen und oft Schluchten bilden. All diese Gesteine sind reich an Meeresfossilien.
Der Contrafforte Pliocenico ist nicht nur für den Geologen, sondern auch für den Biologen interessant. Man findet hier eine vergleichsweise unzerstörte Umwelt mit einer Reihe Stein-, Wiesen- und Waldhabitats, die sich sehr voneinander unterscheiden. Hier kommen beispielsweise noch seltene Vogelarten wie der Wander-, Baum- und Lannerfalke, der Wespenbussard, der Ziegenmelker und die Wiesenweihe vor.
In diesem Gebiet ist ein Naturschutzgebiet geplant (Riserva del Contrafforte Pliocenico), das eine Ausdehnung von ungefähr 757 Hektar haben wird.